# Condado de Allegan
El condado de Allegan (en inglés: Allegan County, Míchigan), fundado en 1831, es uno de los 83 condados del estado estadounidense de Míchigan. En el año 2000 tenía una población de 105.665 habitantes con una densidad poblacional de 49 personas por km². La sede del condado es Allegan.

## Geografía
Según la Oficina del Censo, el condado tiene un área total de 4747 km² (1832,8 mi²), de la cual 2142 km² (827 mi²) es tierra y 2606 km² (1006,2 mi²) es agua.

## Condados adyacentes
- Condado de Ottawa norte
- Condado de Kent noreste
- Condado de Barry este
- Condado de Kalamazoo sureste
- Condado de Van Buren sur
- Condado de Lake suroeste
- Condado de Kenosha oeste
- Condado de Racine noroeste

## Demografía
En el 2000 la renta per cápita promedia del condado era de $45,813, y el ingreso promedio para una familia era de $51.908. El ingreso per cápita para el condado era de $19,918. En 2000 los hombres tenían un ingreso per cápita de $38,681 frente a los $26,887 que percibían las mujeres. Alrededor del 7.30% de la población estaba bajo el umbral de pobreza nacional.

## Lugares

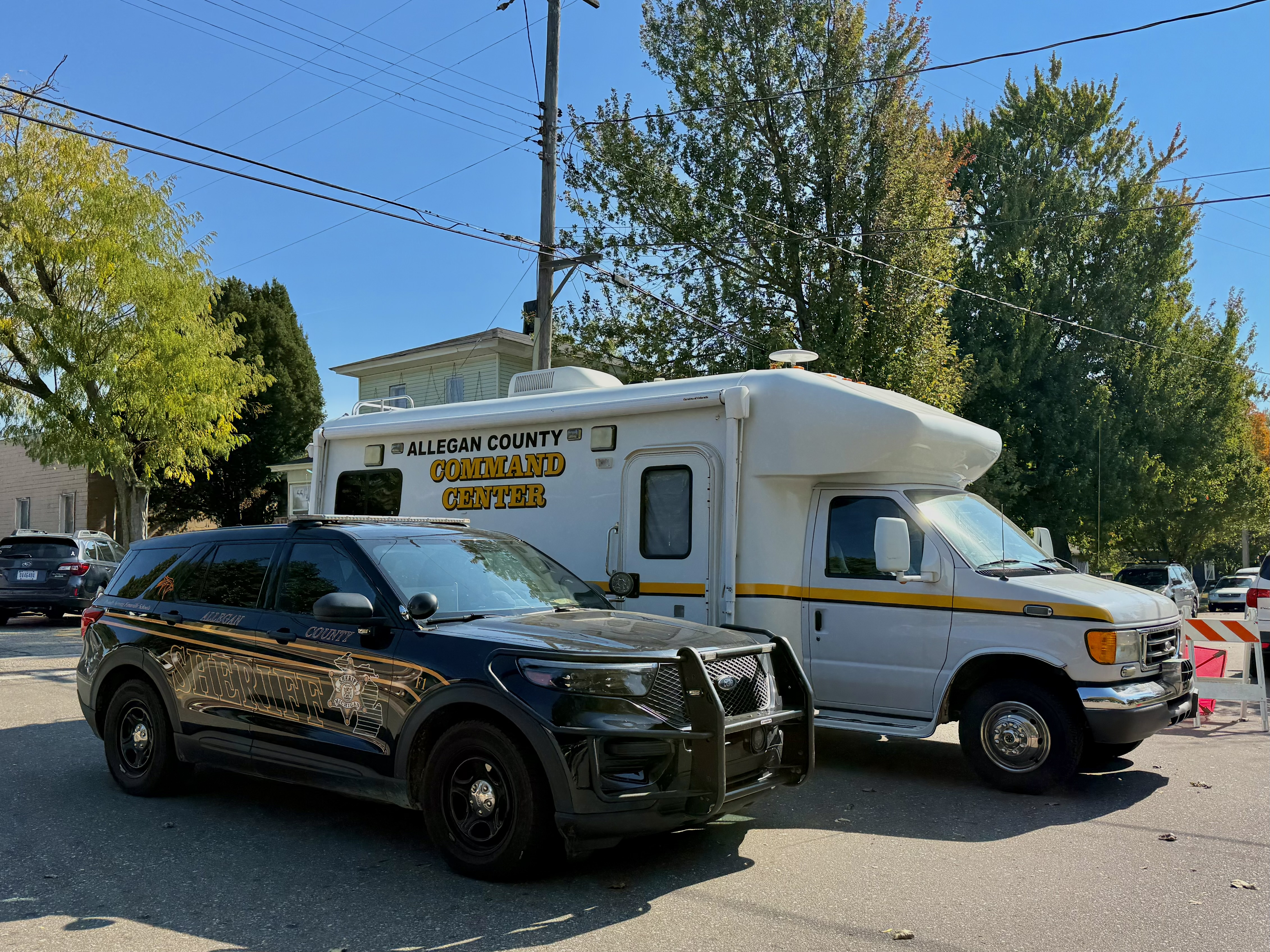
Policía del condado de Allegan

### Ciudades y villas
- Allegan
- Douglas
- Fennville
- Holland (parte)
- Otsego
- Plainwell
- Saugatuck
- South Haven (parte)
- Wayland
- Hopkins
- Martin

### Comunidades no incorporadas
- Bradley
- Bravo
- Burnips
- Cheshire
- Chicora
- Dorr
- Dunnignville
- East Saugatuck
- Fillmore
- Ganges
- Glenn
- Graafschap
- Hamilton
- Hilliards
- Macatawa
- Moline
- Monterey
- New Richmond
- Overisel
- Pearl
- Pullman
- Shelbyville
- Watson

### Municipios
| - Municipio de Allegan - Municipio de Casco - Municipio de Cheshire - Municipio de Clyde - Municipio de Dorr - Municipio de Fillmore | - Municipio de Ganges - Municipio de Gun Plain Charter - Municipio de Heath - Municipio de Hopkins - Municipio de Laketown - Municipio de Lee | - Municipio de Leighton - Municipio de Manlius - Municipio de Martin - Municipio de Monterey - Municipio de Otsego - Municipio de Overisel | - Municipio de Salem - Municipio de Saugatuck - Municipio de Trowbridge - Municipio de Valley - Municipio de Watson - Municipio de Wayland |

### Principales carreteras
- I-196
- I-196 circunvalación empresarial sirve a la ciudad de Holland.
- US-31
- US-131
- M-40
- M-89
- M-179
- M-222
- A-2
- A-37
- A-42
- A-45